# Samtgemeinde Lengerich
La Samtgemeinde Lengerich est une Samtgemeinde, c'est-à-dire une forme d'intercommunalité de Basse-Saxe, de l'arrondissement du Pays de l'Ems, au nord de l'Allemagne. Elle regroupe 6 municipalités.

## Galerie

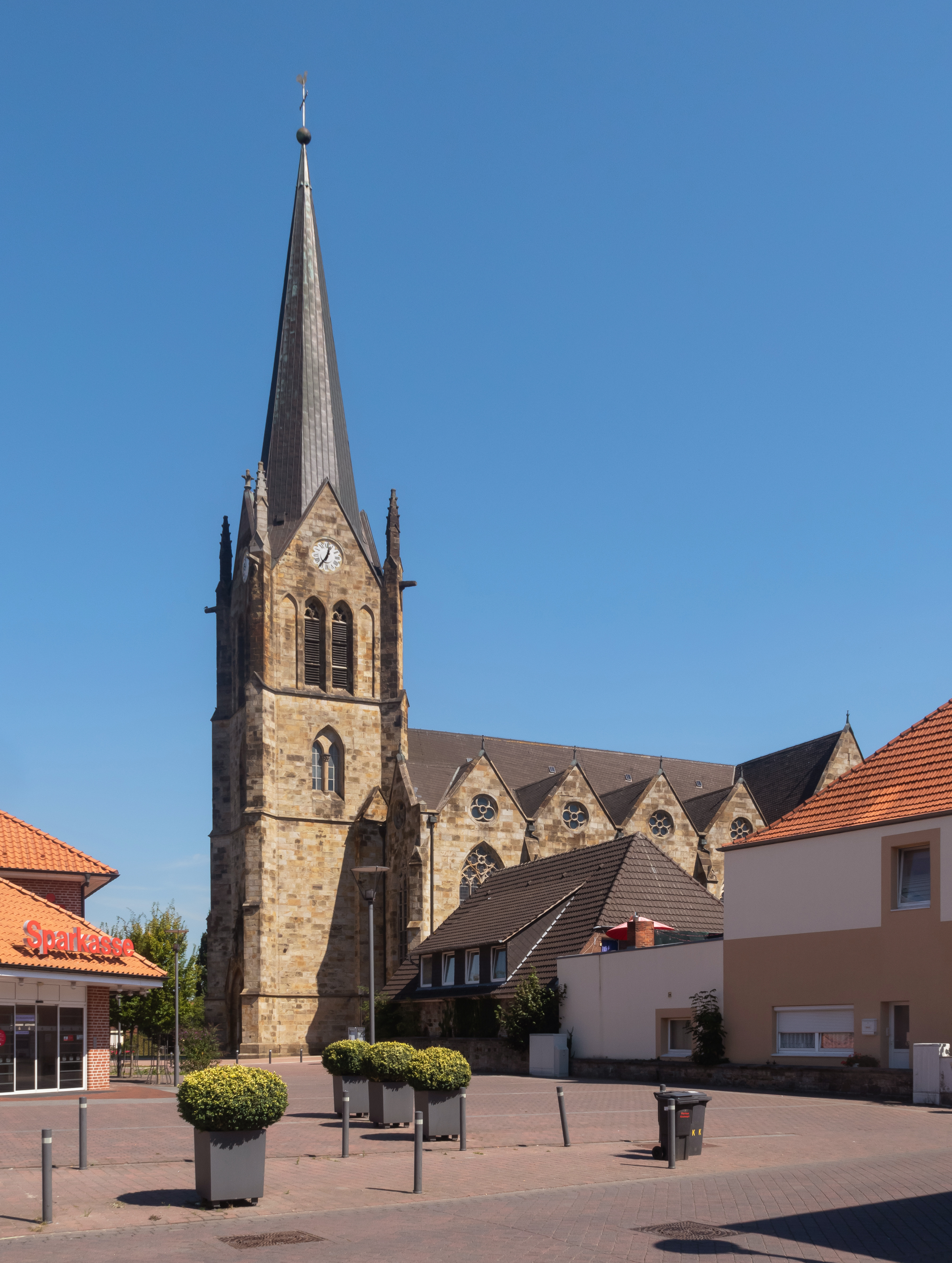
Lengerich, l'église: Sankt Benedict Kirche
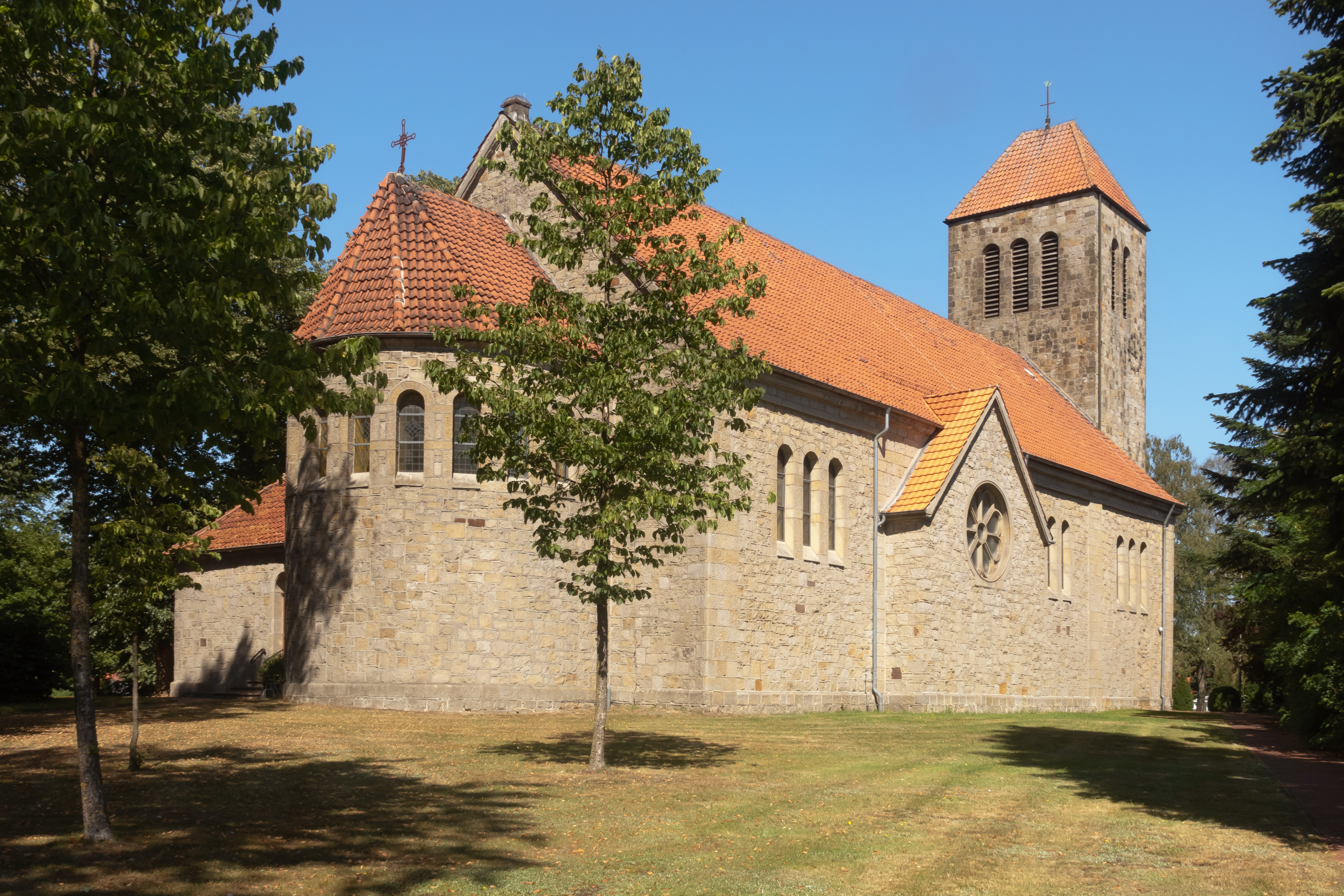
Gersten, l'église: Herz Jesu Kirche
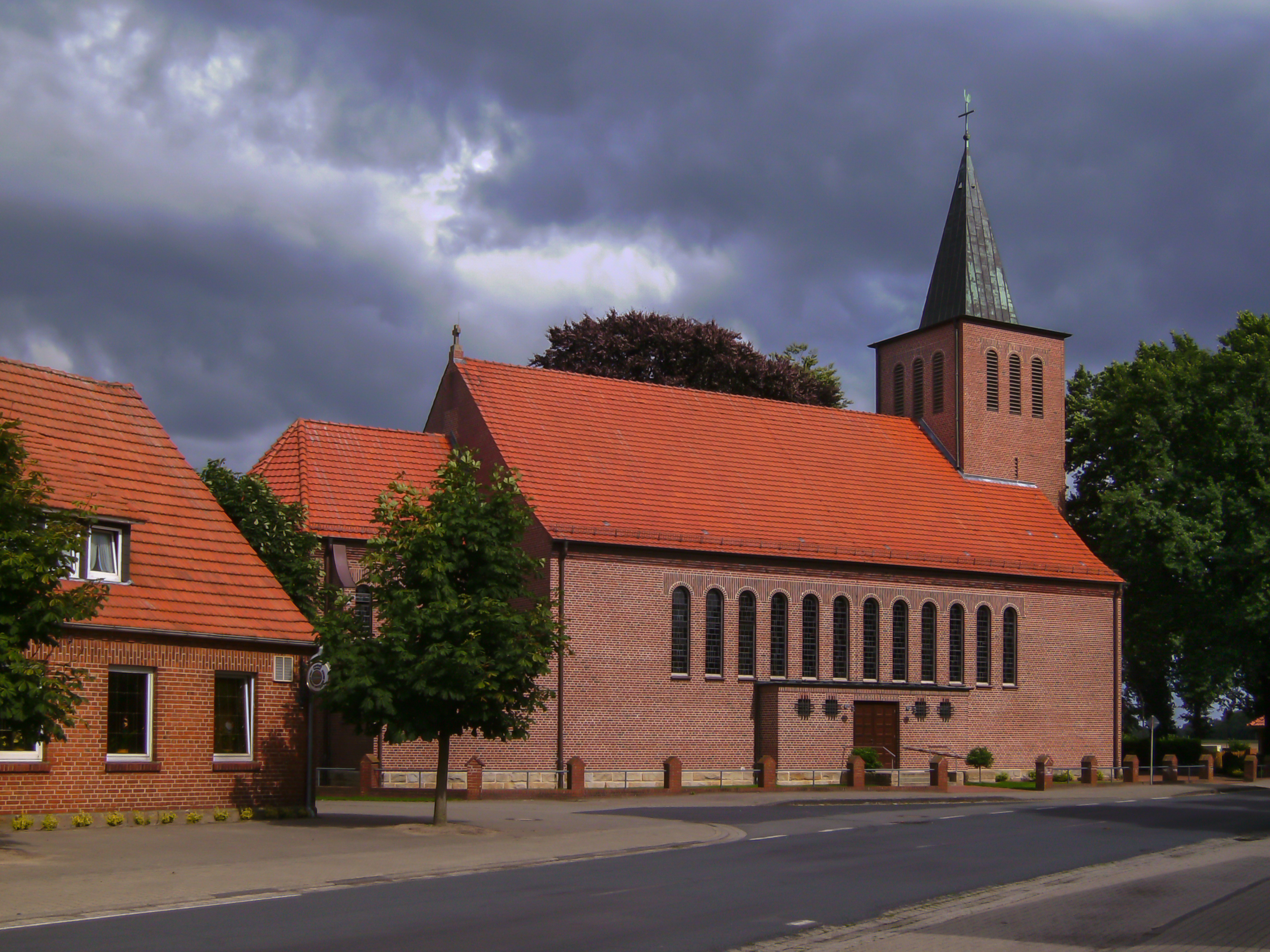
Wettrup, l'église

## Source, notes et références
- (de) Cet article est partiellement ou en totalité issu de l’article de Wikipédia en allemand intitulé « Samtgemeinde Lengerich » (voir la liste des auteurs).